# Conselho do Condado de Londres

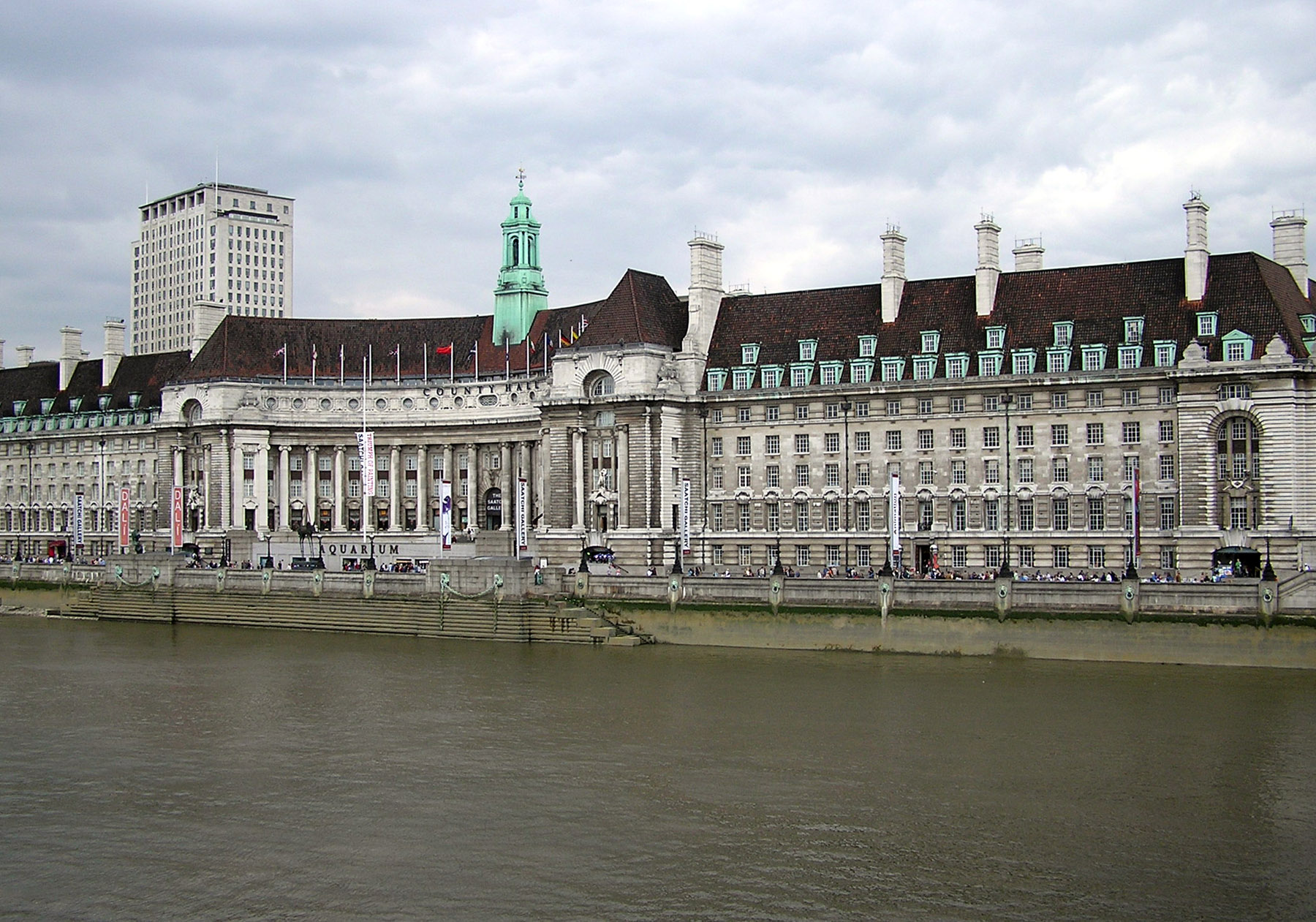
A sede do Conselho do Condado de Londres.

O Conselho do Condado de Londres (em inglês: London County Council -LCC) foi o principal corpo de governo local do Condado de Londres, entre 1889 e 1965. Ele cobria a área que hoje é Inner London e foi substituído pelo Conselho da Grande Londres. O Conselho do Condado de Londres foi a maior, mais significativa e mais ambiciosa autoridade municipal que já houve na Inglaterra e também a primeira a ser eleita diretamente.